# Gheorghe Mihăieș
Gheorghe Mihăieș este un om politic român, care a fost primar al Constanței în perioada 1996-2000, ales pe listele PD.